# منتخب هولندا لاتحاد الرغبي للسيدات
منتخب هولندا لاتحاد الرغبي للسيدات هو ممثل هولندا الرسمي في المنافسات الدولية في اتحاد الرغبي في فئة رياضة نسوية. تأسس في 13 يونيو 1982.

## وصلات خارجية
- الموقع الرسمي